# فن منحط

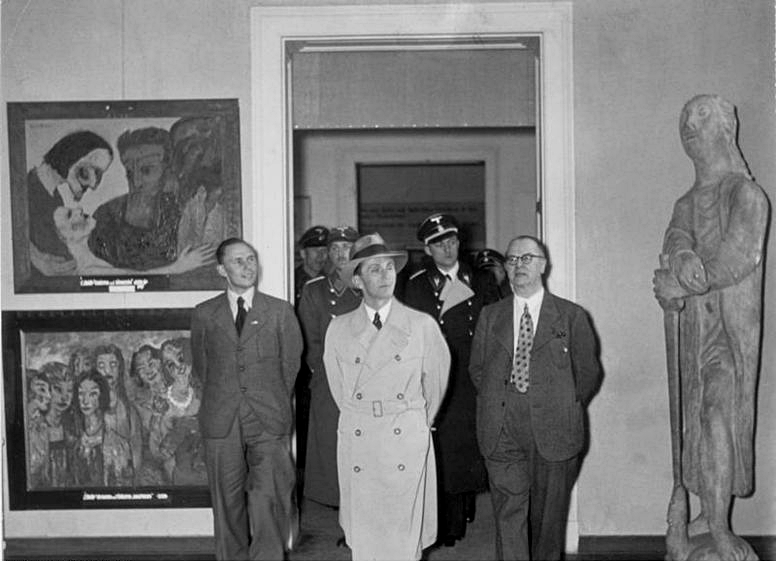

الفن المنحل أو المنحط ((بالألمانية: Entartete Kunst)‏ هو مصطلح اعتمد في العشرينات من قبل الحزب النازي في ألمانيا لوصف الفن الحديث. أثناء ديكتاتورية أدولف هتلر، تمت إزالة الفن المعاصر الألماني، بما في ذلك العديد من أعمال الفنانين المشهورين دوليًا، من المتاحف المملوكة للدولة وتم حظرها في ألمانيا النازية على أساس أن هذا الفن كان «إهانة للشعور الألماني»، غير ألماني، يهودي أو شيوعي في طبيعته. تعرض أولئك الذين تم تحديدهم على أنهم فنانين منحطون لعقوبات تضمنت فصلهم من وظائف في التدريس، وحظر عرض أو بيع فنهم، وفي بعض الحالات منعهم من إنتاج الفن.
أيضا كان الفن المنحط عنوان المعرض، الذي عقد على يد النازيين في ميونيخ في عام 1937، ويتألف من 650 عمل فني معاصر ويرافقه التسميات النصية الساخرة من هذا الفن. صمم المعرض لإثارة الرأي العام ضد الحداثة، وتنقل بعد ذلك إلى عدة مدن أخرى في ألمانيا والنمسا.
في حين تم حظر الأساليب الحديثة للفنون، روج النازيون اللوحات والمنحوتات التي كانت تقليدية في الأسلوب والتي رفعت قيم «الدم والتربة» للنقاء العرقي والعسكرة والطاعة. تم وضع قيود مماثلة على الموسيقى، والتي كان من المتوقع أن تكون نغمات وخالية من أي تأثيرات موسيقى الجاز؛ تم وصف الموسيقى المرفوضة بالموسيقى المتدهورة. كما تم حظر الأفلام والمسرحيات.

## رد الفعل ضد الحداثة
كانت أوائل القرن العشرين فترة تغيرات مؤلمة في الفنون. في الفنون المرئية، لم يتم تقدير مثل هذه الابتكارات مثل الحوشية، التكعيبية، دادا، والسريالية - بعد رمزية وما بعد الانطباعية - عالميًا. لم يهتم غالبية الناس في ألمانيا، كما في أي مكان آخر، بالفن الجديد، الذي استاء منه الكثيرون على أنهم نخبويون، ومشبوهون أخلاقيا، وغالبا ما يكونون غير مفهومين. فيلهلم الثاني، الذي اهتم بشكل نشط بتنظيم الفن في ألمانيا، انتقد الانطباعية بأنها «لوحة مزراب» (Gossenmalerei  وحظرت كاتي كولفيتس من الحصول على ميدالية لسلسلة مطبوعاتها A Weavers 'Revolt عندما تم عرضها في معرض برلين الكبير للفنون في عام 1898. في عام 1913، أصدر مجلس النواب البروسي قرارًا «ضد الانحطاط في الفن».
في عام 1930 أصبح فيلهلم فريك، وهو نازي، وزيرا للثقافة والتعليم في ولاية تورينجيا. بأمره، تمت إزالة 70 لوحة تعبيرية في الغالب من المعرض الدائم لمتحف Weimar Schlossmuseum في عام 1930، وتم فصل مدير متحف كونيغ ألبرت في تسفيكاو، هيلدبراند جورليت، لعرض الفن الحديث.
كديكتاتور، أعطى هتلر ذوقه الشخصي في الفن بقوة القانون إلى درجة لم يسبق لها مثيل. فقط في الاتحاد السوفياتي لستالين، حيث كانت الواقعية الاشتراكية هي النمط الإلزامي، كان لديها دولة حديثة أظهرت هذا الاهتمام بتنظيم الفنون. في حالة ألمانيا، كان النموذج هو الفن اليوناني والروماني الكلاسيكي، الذي اعتبره هتلر فنًا يجسد شكله الخارجي نموذجًا عنصريًا داخليًا.
يقول مؤرخ الفن هنري غروسهانز أن هتلر "رأى الفن اليوناني والروماني على أنه غير ملوث بالتأثيرات اليهودية. كان الفن الحديث يُنظر إليه على أنه عمل من أعمال العنف الجمالي من قبل اليهود ضد الروح الألمانية.
تم تفسير الطبيعة «اليهودية» المفترضة لكل فن غير قابل للتشفير أو مشوه أو يمثل موضوعًا «فاسدًا» من خلال مفهوم الانحطاط، الذي اعتبر أن الفن المشوه والمفسد هو عرض من أعراض العرق السفلي. من خلال نشر نظرية الانحطاط، قام النازيون بدمج معاداة السامية مع سعيهم للسيطرة على الثقافة، وبالتالي تعزيز الدعم الشعبي لكلا الحملتين.

## تطهير
صعود هتلر إلى السلطة في 31 يناير 1933، تبعه بسرعة إجراءات تهدف إلى تطهير ثقافة الانحطاط: تم تنظيم حرق الكتب، وتم فصل الفنانين والموسيقيين من مناصب التدريس، وتم استبدال القيمين الذين أظهروا تحيزًا للفن الحديث أعضاء الحزب. في سبتمبر 1933، غرفة ثقافة الرايخ تأسست (غرفة ثقافة الرايخ)، وكانجوزيف جوبلز -وزير الرايخ للتنوير العام والدعاية- المسؤول. تم إنشاء غرف فرعية داخل غرفة الثقافة، تمثل الفنون الفردية (الموسيقى والأفلام والأدب والهندسة المعمارية والفنون البصرية)؛ كانت هذه مجموعات عضوية تتألف من فنانين «نقيين عرقيا» داعمين للحزب، أو على استعداد للامتثال. وأوضح جوبلز: «في المستقبل، يُسمح فقط للأعضاء في الغرفة أن يكونوا منتجين في حياتنا الثقافية. العضوية مفتوحة فقط لأولئك الذين يستوفون شرط الدخول. وبهذه الطريقة تم استبعاد جميع العناصر الضارة وغير المرغوب فيها». بحلول عام 1935 كان لدى غرفة ثقافة الرايخ 100000 عضو.